# توالی‌یابی شاتگان
در علم ژنتیک توالی‌یابی شاتگان روشی است که برای توالی یابی رشته‌های بلند DNA به کار می‌رود. اسم این روش از گسترش سریع و شبه تصادفی آن و تشابه‌اش به شلیک تفنگ ساچمه‌ای انتخاب شده است.
روش توالی‌یابی سنگر فقط برای برای رشته‌های به نسبت کوتاه ۱۰۰ تا ۱۰۰۰ جفت بازی قابل استفاده است. برای توالی‌یابی رشته‌های بلندتر آن‌ها را به رشته‌های کوتاه‌تر تقسیم می‌کنیم که می‌توان هر کدام را جداگانه توالی‌یابی کرد و سپس آن‌ها را مونتاژ می‌کنیم تا رشتهٔ اصلی به دست آید. یکی از روش‌های این کار روش توالی‌یابی شاتگان است.
در روش توالی‌یابی شاتگان DNA را به صورت تصادفی به تعداد زیادی قسمت کوتاه می‌شکنیم و هر کدام به روش روش توالی‌یابی سنگر توالی‌یابی می‌کنیم با اجرای مکرر این روش تعدادی جواب برای رشتهٔ اصلی به دست می‌آید. سپس برنامه‌ای کامپیوتری با استفاده از مشترکات این جواب‌ها را مونتاژ می‌کند تا یک رشته به دست آید.
توالی‌یابی شاتگان یکی از فناوری‌های پیشرو ای است که امکان توالی‌یابی کلی ژنوم انسان را فراهم کردند.

## مثال
برای مثال این دو اجرای از توالی‌یابی تفنگ ساچمه‌ای را در نظر بگیرید:
| رشته                       | Sequence                            |
| -------------------------- | ----------------------------------- |
| اصلی                       | AGCATGCTGCAGTCATGCTTAGGCTA          |
| توالی‌یابی تفنگ ساچمه‌ای اول | AGCATGCTGCAGTCATGCT---- ----TAGGCTA |
| توالی‌یابی تفنگ ساچمه‌ای دوم | AGCATG---- ----CTGCAGTCATGCTTAGGCTA |
| بازسازی                    | AGCATGCTGCAGTCATGCTTAGGCTA          |

در این مثال بسیار ساده هیچ‌کدام از جواب‌ها تمامی رشتهٰ‌ی اصلی را پوشش نمی‌دهند، اما با مونتاژ این ۴ جواب و با استفاده از ناحیه‌های مشترک آن‌ها می‌توانیم آن‌ها را مرتب کنیم و رشتهٔ اصلی را به دست آوریم، در واقعیت این فرایند با استفاده از مقدار عظیمی اطلاعات که مملو از ابهام و خطاهای توالی‌یابی هستند انجام می‌شود و همچنین مونتاژ ژنوم'های پیچیده بر این پیچیدگی می‌افزاید، برای مثال جواب‌های کوتاه یکسان می‌توانند از قسمت‌های کاملاً متفاوت رشتهٔ اصلی به دست آمده باشند.
برای حل این پیچیدگی‌ها به جواب‌های هم پوشان زیادی نیاز داریم تا بتوانیم مونتاژ را به دقت انجام دهیم. برای مثال در پروژهٔ ژنوم انسان اکثر ژنوم با ناحیهٔ پوشش ۱۲ (یا بیشتر) برابر توالی‌یابی شد. با این حال در سال ۲۰۰۴ این روش تقریباً در ۱٪ ژنوم انسان خطا کرد. 

## توالی‌یابی تفنگ ساچمه‌ای کل ژنوم

### تاریخچه
اولین ژنوم توالی‌یابی شده توسط روش توالی‌یابی تفنگ ساچمه‌ای برای ویروس Cauliflower mosaic بود که در سال ۱۹۸۱ منتشر شد در حالی که توالی‌یابی تفنگ ساچمه‌ای کل ژنوم برای ژنوم‌های کوتاه (۴۰۰۰ تا ۷۰۰۰ جفت‌باز) در سال ۱۹۷۹ پیشنهاد شده بود.

### رویکرد
در این روش یک مولکول سنگین دی‌ان‌ای به قسمت‌های تصادفی با اندازهٔ مشخص (معمولاً ۲، ۱۰، ۵۰، یا ۱۵۰ هزارتایی) تقسیم می‌شود و درون وکتور مناسب قرار می‌گیرند. سپس هر قسمت از هر دو طرف با استفاده از توالی‌یابی به روش سنگر توالی‌یابی می‌شوند و دو رشتهٔ کوتاه به دست می‌آید؛ و با توجه به اینکه توالی‌یابی به روش سنگر معمولاً جواب‌هایی با طول بین ۵۰۰ تا ۱۰۰۰ تولید می‌کند جواب‌ها (به غیر از جواب‌های خیلی کوتاه) به ندرت هم پوشانی خواهند داشت.

### مونتاژ
توالی اصلی با استفاده از جواب‌های به دست آمده و به وسیلهٔ نرم‌افزارهای بازسازی توالی ساخته می‌شود. ابتدا جواب‌هایی که هم‌پوشانی دارند به هم متصل می‌شوند و سپس با بررسی ارتباط آن‌ها رشتهٔ اصلی را به دست می‌آورند.

### معایب و مزایا
طرفداران این روش معتقدند که این روش امکان توالی‌یابی به یکبارهٔ کل ژنوم را با استفاده از آرایه‌ای بزرگ از توالی‌یاب‌ها را ایجاد می‌کند که بسیار کارآمد تر از روش‌های سنتی این کار است؛ و مخالفان استدلال می‌کنند که اگر چه این روش با سرعت بالایی قسمت‌های بزرگی از DNA را توالی‌یابی می‌کند اما در توانایی این روش برای مونتاژ صحیح این قسمت‌ها به خصوص در ژنوم‌های با تکرار زیاد شک وجوم دارد.
البته با توجه به این که برنامه‌های بازسازی توالی در حال قوی تر شدن هستند ممکن است این اشکال برطرف گردد.

### پوشش
پوشش برابر است با متوسط تعداد جواب‌هایی که در بازسازی توالی هر نوکلئوتید نقش دارند. با استفاده از طول ژنوم اصلی (G)، تعداد جواب‌ها (N) و متوسط طول جواب‌ها (L) می‌توان پوشش را به صورت {\displaystyle N\times L/G} محاسبه کرد. به عنوان مثال برای یک ژنوم فرضی با ۲۰۰۰ جفت بازسازی شده از ۸ جواب با میانگین ۵۰۰ نوکلئوتید پوشش برابر ۲ است. برای روش توالی‌یابی تفنگ ساچمه‌ای پوشش با مقدار زیاد مورد نظر است تا بتواند بر خطای مراحل تعیین نوکلئوتید و مونتاژ غلبه کند.